# Cyathea stelligera
Cyathea stelligera är en ormbunkeart som beskrevs av Holtt. Cyathea stelligera ingår i släktet Cyathea och familjen Cyatheaceae. Inga underarter finns listade.